# Nigerian Eagle Airlines
Nigerian Eagle Airlines var ett nigerianskt flygbolag som flög i internationell, regional och inrikes trafik. Flygbolagets bas var Murtala Mohammed International Airport i Lagos. Flygbolaget ersatte Nigeria Airways som gick i konkurs år 2003. Bolagets kontor låg i Ikoyi, delstaten Lagos, och hade huvudkontoret på nionde våningen i Etiebets Place i Ikoyi.

## Historia
Den 28 september 2004 skrev Nigerias regering och Virgin Atlantic Airways under en överenskommelse om att starta ett flygbolag i Nigeria, vars namn skulle bil Virgin Nigeria Airways. Nigerias regering äger 51 procent och Virgin Atlantic Airways 49 procent. Flygbolagets första flygning skedde den 28 juni 2005 från Lagos till London med en Airbus A340-300. Virgin Nigeria har på senare tid blivit ett av de största flygbolagen i Nigeria och redovisade sin miljonte passagerare efter mindre än två års verksamhet. Virgin Nigeria hade planer på att göra Nnamdi Azikiwe International Airport i Abuja till en knutpunkt med linjer till flera länder i Västafrika.
Virgin drog sig ut företaget 2009 efter osämja med den nigerianska regeringen om hur operationerna på Lagos flygplats skulle skötas och då fick det nya flygbolaget namnet Nigerian Eagle Airlines istället. År 2012 blev flygbolaget grundat av säkerhetsskäl, några månader efter sparkades hela personalstyrkan efter "dislojalitet mot företaget" och den 10 september 2012 upplöstes företaget. I november samma år gick deras kommersiella flygtillstånd ur, vilket grusande eventuella planer på återstart.

## Tidigare destinationer

### Afrika
- Benin
  - Cotonou (Cadjehoun Airport)
- Kamerun
  - Douala (Douala International Airport)
- Elfenbenskusten
  - Abidjan (Port Bouet Airport)
- Gabon
  - Libreville (Libreville International Airport)
- Gambia
  - Banjul (Banjuls internationella flygplats)
- Ghana
  - Accra (Kotokas internationella flygplats)
- Liberia
  - Monrovia (Roberts International Airport)
- Nigeria
  - Abuja (Nnamdi Azikiwe International Airport)
  - Calabar (Margaret Ekpo International Airport)
  - Kano (Mallam Aminu Kano International Airport)
  - Lagos (Murtala Muhammed International Airport) HUB
  - Owerri (Imo Airport)
  - Port Harcourt (Port Harcourt International Airport)
  - Sokoto (Sadiq Abubakar III International Airport)
- Senegal
  - Dakar (Dakar-Yoff-Léopold Sédar Senghor International Airport)

## Flotta
Så här så flottan ut i september 2012 innan företaget gick i konkurs: